# Nobres
Nobres – miasto i gmina w Brazylii, w stanie Mato Grosso.